# 맥심 (커피)
맥심(Maxim)은 몬델리즈가 상표권을 가지고 동서식품에서 제조 및 판매하는 커피 브랜드이다. 2000년대에도 맥심은 대한민국의 인스턴트 커피 시장에서 70~80%의 점유율을 유지해왔다.

## 브랜드
맥심 커피
- 맥심 아라비카100
- 맥심 모카골드 마일드
- 맥심 오리지날

맥심 커피믹스
- 커피믹스
- 맥심 모카골드 마일드 커피믹스
- 맥심 모카골드 라이트
- 맥심 오리지날 커피믹스
- 맥심 아라비카100 커피믹스
- 맥심 화이트골드 커피믹스
- 맥심 아이스
- 맥심 카페
- 맥심 모카라떼
- 맥심 카라멜향 마키아또
- 맥심 카푸치노 바닐라향
- 맥심 카푸치노 헤이즐넛향
- 맥심 맥스웰하우스

원두 커피
- 원두형
- 원두분쇄형
- 맥심 카누

커피 프리머
캔커피
- 맥스웰하우스
- 맥심 티오피

## 같이 보기
- 크래프트 푸즈
- 동서식품